# حملة جنوب حلب 2016
كان هجوم حلب (2016) عملية بدأت في يوم 1 أبريل عندما شنت قوات الثوار، التي تقودها جبهة النصرة المرتبطة بتنظيم القاعدة، هجوم جنوب حلب. الهدف الرئيسي من العملية كان استعادة السيطرة على الأرض التي فقدوها خلال الهجوم الواسع للحكومة في أواخر 2015.

## الهجوم
مساء يوم 1 أبريل، أطلقت قوات الثوار الهجوم، مستهدفين قرية تل العيس الاستراتيجية، التي تطل على الطريق السريع بين دمشق وحلب. وبدأت العملية بقصف تمهيدي ضرب الخاصرة الجنوبية الغربية للقرية. وتبع ذلك هجوم بري تضمن هجوم قام به ثلاثة انتحاريين بسيارات مفخخة ضد مواقع حكومية. وفقاً لأحد التقارير، فإن الانتحاريين لم يصلوا إلى أهدافهم، بينما ذكر آخر، أنهم تمكنوا من تمهيد الطريق لمشاة الثوار. ومع ذلك، تم صد الهجوم على تل العيس في نهاية المطاف. على أية حال، بعد فترة وجيزة، شن الثوار هجوماً ثانياً، وفي صباح يوم 2 أبريل، كانوا قد سيطروا على تل العيس. ادعت جبهة النصرة أنها نصبت كمين لقوات الحكومة أثناء انسحابها من القرية.
بعد تأمين القرية، شرع الثوار بالهجوم والاستيلاء على منطقة جبل العيس، مع انسحاب الجيش نحو الحاضر. وفي الوقت نفسه، في مكان آخر على طول خط المواجهة، سيطر الثوار على قرى أبو رويل، وهوبر وبرنة بينما كان الهجوم قد بدء، ومع ذلك تم استعادتهم من قبل الجيش بحلول صباح اليوم التالي. كان من بين القتلى في الجانب الحكومي خلال القتال في اليومين الماضيين 12 مقاتل من حزب الله وثلاثة ضباط في الحرس الثوري الإيراني.
اعتباراً من يوم 3 أبريل، لم يكن قد بدء الهجوم المضاد حيث كانت قوات الحكومة تنتظر وصول الدفعة الأخيرة من الذخائر والمركبات. في وقت لاحق من ذلك اليوم، ذكر مصدر للثوار أن 100 مركبة تابعة للحكومة شوهدت تتجه نحو جنوب ريف حلب. في العاشرة مساءاً، بدأ الهجوم المضاد للجيش وقيل أن قوات الحكومة سيطرت على عدة نقاط في المحيط الشرقي والشمال من تل العيس، حيث باتوا على بعد بضعة مئات من الأمتار عن القرية. ومع ذلك، تم صد هجومين في محاولة لاختراق القرية نفسها في الصباح، على الرغم من أن الهجوم الرئيسي لم يحدث بعد بما أن الضربات الجوية لا تزال مستمرة.
في 5 أبريل، تم إسقاط طائرة للقوات الجوية السورية في منطقة تل العيس من قبل جبهة النصرة، وتم أسر الطيار. وصل خلال اليوم، أعضاء لواء القوات الخاصة الإيرانية المحمولة 65 إلى الحاضر حسبما أفيد. لأول مرة منذ فبراير، تم تنفيذ ضربات جوية روسية في الريف الجنوبي لحلب، تحضيراً للهجوم المضاد للجيش.
في وقت متأخر من يوم 5 أبريل، هاجمت القوات الخاصة الإيرانية، مدعومة بقوات من الجيش السوري القرية. في الساعات الأولى من اليوم التالي، أثيرت ادعاءات خاطئة عن سيطرتهم على تل العيس. مع ذلك، أكد المرصد السوري لحقوق الإنسان المعارض أن قوات الحكومة حققت تقدماً في منطقة تل العيس. خلال اليوم، انسحب الثوار مؤقتاً من القرية بسبب القصف الكثير قبل أن يعودوا من جديد. وفي مكان آخر، سيطر الجيش على الزربة، قبل أن يستعيدها الثوار بعد ساعة واحدة. في اليوم نفسه، وصلت قافلة كبيرة للجيش إلى المنطقة.
في 9 أبريل، أحكم الثوار سيطرتهم على قرية الخالدية، بالقرب من خان طومان، بالإضافة إلى قمة تلتين وأجزاء كبيرة من زيتان، برنة والقلعجية. وفي الوقت نفسه، كثفت القوات الحكومية قصفها لتل العيس والزربة المجاورة لها، مع إطلاقها أكثر من 100 قذيفة هاون وصاروخ على مواقع الثوار، بينما استمرت الضربات الجوية الروسية.
في اليوم التالي، استعاد الجيش السيطرة على الخالدية وانسحب الثوار من زيتان، وبرنة، ومواقع أخرى كانوا قد سيطروا عليها خلال الأربعة وعشرون ساعة الماضية. خلال هجوم الثوار على الخالدية وخان طومان، قتل أربعة أعضاء من لواء القوات الخاصة الإيرانية المحمول جواً 65 التي وصلت مؤخراً.
في 12 أبريل، بدأ هجوم جديد للحكومة على تل العيس. قبل الهجوم، أطلق 300 صاروخ على مواقع الثوار في المنطقة. كما وقع القتال قرب خان طومان. تمكن الجيش من القدم والسيطرة على العديد من التلال في المنطقة، وكذلك غالبية القرية نفسها. ومع ذلك، فقد تم صد هذا الهجوم الأخير على تل العيس أيضًا في نهاية المطاف، عندما انسحبت قوات الحكومة من القرية بعد عدم تمكنها من السيطرة على تلة جبل العيس. وكانت التلال التي استولوا عليها في وقت سابق من هذا اليوم قد سقطت في أيدي الثوار أيضًا.

## النتائج المترتبة
بعد أسبوع واحد من انتهاء الهجوم، شن الثوار هجوم مرة أخرى ذي شقين ضد خان طومان، وزيتان وبرنة. وتم صد الهجوم سريعاً، مع قتل أكثر من 30 من الثوار في خان طومان وتدمير اثنين من دباباتهم.
في 6 مايو، أطلق جيش الفتح هجوماً آخر وسيطر على خان طومان.